# Anna Falchi
Pour les articles homonymes, voir Falchi.
Anna Falchi, de son vrai nom Anna Kristiina Palomäki, née le 22 avril 1972 à Tampere, en Finlande, est une actrice finno-italienne.

## Biographie
Anna Falchi, née de mère finlandaise et de père italien, s'installe définitivement en Italie avec sa famille en 1978. Sa carrière artistique commence en 1989, lorsqu'elle termine 2e au concours de Miss Italie. Elle participe au tournage d'un premier film, Nel continente nero de Marco Risi, en 1992, ainsi qu'à un spot publicitaire dirigé par Federico Fellini. En 2008, elle se marie avec l'homme d'affaires Stefano Ricucci, dont elle se sépare quelques mois plus tard.
Anna Falchi est une supportrice du club de football SS Lazio Rome.

## Radio
À partir de 2008-2009, elle anime sur la radio RTL 102.5, avec Pierluigi Diaco, le programme Onorevole dj et avec Ale & Franz l'émission Buona la prima.

## Filmographie

### Cinéma
- 1993 : Nel continente nero : Irene
- 1993 : Anni 90 - Parte II
- 1994 : S.P.Q.R. 2000 e 1/2 anni fa : Poppea
- 1994 : Miracolo italiano : Maria
- 1994 : C'è Kim Novak al telefono : Kim Novak
- 1994 : L'Affaire : Mathilda / Angélina
- 1994 : Dellamorte Dellamore : She
- 1995 : Palla di neve : Helena
- 1996 : Giovani e belli : Zorilla
- 1996 : Remake, Rome ville ouverte (Celluloide) : Maria Michi
- 1998 : Paparazzi de Neri Parenti
- 2002 : Operazione Rosmarino: Silvia
- 2005 : Nessun messaggio in segreteria: Sonia
- 2009 : Ce n'è per tutti de Luciano Melchionna (it) : la présentatrice de télévision

### Télévision
- 1994 : Desideria et le prince rebelle (Desideria e l'anello del drago) (feuilleton TV) : Princess Desideria
- 1997 : Les Héritiers (TV) : Sophie
- 1997 : La Princesse et le Pauvre (La Principessa e il povero) (TV) : Mirabella
- 1999 : Caraibi (feuilleton TV) : Livia 'Aurigemma' Cornero
- 2000: La Casa delle beffe (feuilleton TV) : Luisa / diomira
- 2001 : Gli Occhi dell'amore (TV): Elena
- 2007 : Piper (TV): Sabrina May

## Théâtre
- 2000 - Se devi dire una bugia, dilla grossa, di Ray Cooney, direction de Pietro Garinei
- 2003 - La Venexiana, de Anonimo Venesiàn du '500, direction de Fernando Balestra
- 2004 - A piedi nudi nel parco, de Neil Simon, direction de Gianluca Guidi
- 2007 - Notting Hill, direction de Massimo Natale